# Lasianthus acuminatissimus
Lasianthus acuminatissimus är en måreväxtart som beskrevs av Elmer Drew Merrill. Lasianthus acuminatissimus ingår i släktet Lasianthus och familjen måreväxter. Inga underarter finns listade i Catalogue of Life.